# 清水吉広
清水 吉広（しみず よしひろ、生年不詳 - 天正12年10月23日（1584年））は、戦国時代の武将で、相模国小田原北条氏家臣。通称は小太郎、官途名右京亮、父は北条氏康の傅役を務めた清水吉政。藤姓伊豆清水氏。娘に正木織部室がいる。
永禄2年に作成された「所領役帳」では、河津南禅寺30貫文、同所内開分被下15貫文が与えられている。
娘は徳川家康の側室、お万の方の父である正木頼忠の末子、正木織部（糟谷軍次郎）の正室。